# Bonte vechtkwartel
De bonte vechtkwartel (Turnix varius) is een vechtkwartel  uit de familie Turnicidae. Het is een vogel die voorkomt in Australië die lijkt op een hoenderachtige maar meer verwant is aan de steltloperactigen. 

## Kenmerken
De hoofdkleur is grijsachtig bruin. De bovenkop is kastanjebruin en boven het oog loopt van de snavel tot de nek een witachtige streep. Bovenop is de vogel kastanjebruin en borst en buik zijn isabelkleurig grijs met een donkergrijze tekening. De vleugelveren zijn witgezoomd.  Het verenkleed van de geslachten is verschillend. Het hennetje is groter dan de haan. De lichaamslengte bedraagt 17 tot 23 cm en het gewicht 55 tot 95 gram.

## Leefwijze
Hun voedsel bestaat hoofdzakelijk uit zaden, groenvoer, insecten en wormen.  Ze staan bij het voedselzoeken op een poot en krabben met de andere rondom in de grond. Deze vogels leven als paartjes bij elkaar. Het broeden en grootbrengen van de jongen doet het haantje. Het is een standvogel.

## Verspreiding en leefgebied
Deze soort komt voor in Zuidwest- en Oost-Australië. Het leefgebied van de bonte vechtkwartel bestaat uit bebost gebied en scrubland waaronder zich een laag van takjes en dorre bladeren heeft gevormd.
De soort telt twee ondersoorten:
- T. v. scintillans: Houtman Abrolhos (zuidwestelijk van Australië).
- T. v. varius: zuidwestelijk, zuidoostelijk en oostelijk Australië.

## Status
De bonte vechtkwartel heeft een groot verspreidingsgebied en daardoor alleen al is de kans op de status  kwetsbaar (voor uitsterven) uiterst gering. De grootte van de populatie is niet gekwantificeerd. De vogel is schaars en plaatselijk soms algemeen. Om deze redenen staat deze vechtkwartel als niet bedreigd op de Rode Lijst van de IUCN.

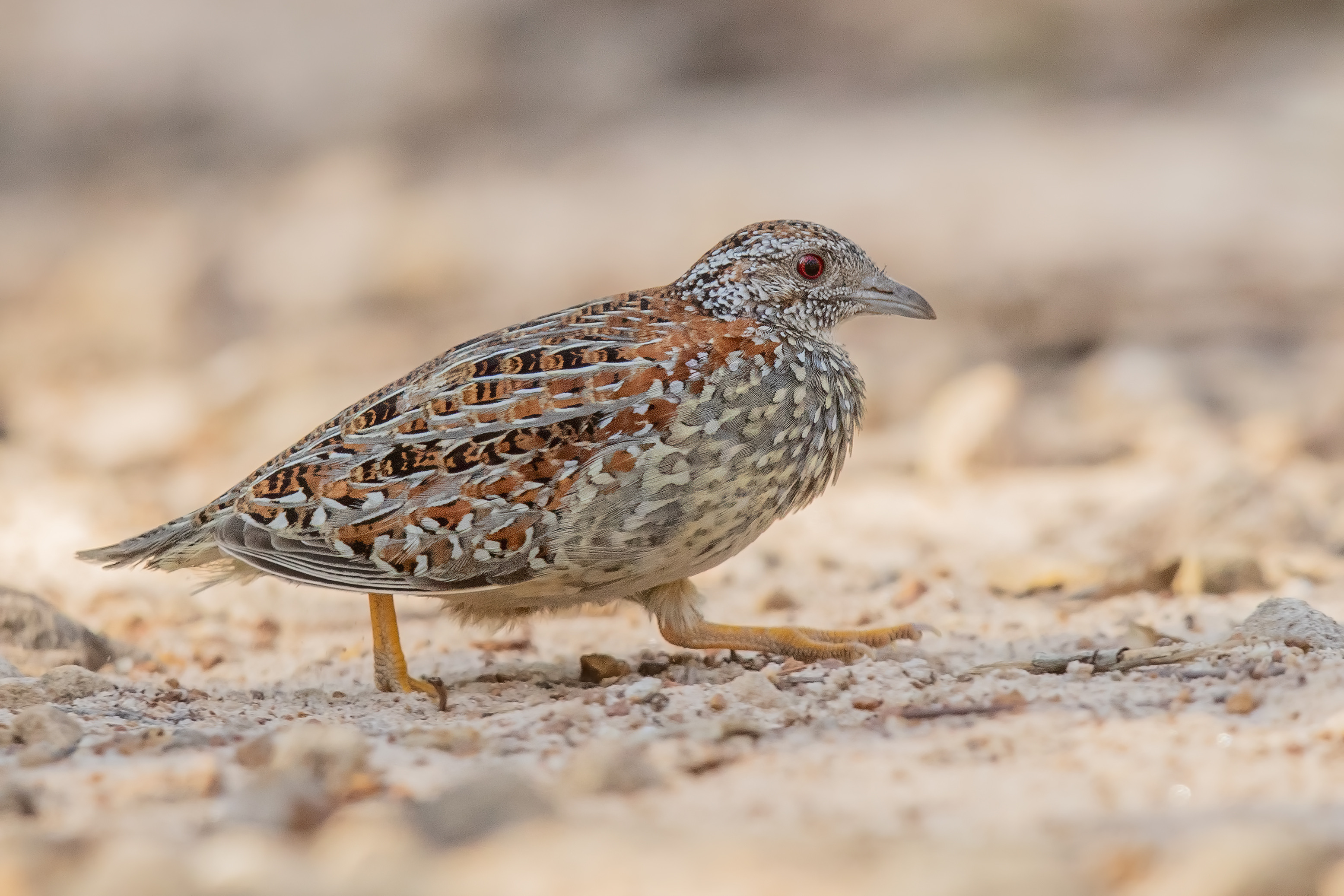